# 19 ноември
19 ноември е 323-тият ден в годината според григорианския календар (324-ти през високосна). Остават 42 дни до края на годината.

## Събития
- 461 г. – Либий Север е провъзгласен за римски император в Равена.
- 1493 г. – По време на втората си експедиция Христофор Колумб открива остров, който кръщава Сан Хуан Батиста (по-късно преименуван на Пуерто Рико).
- 1703 г. – Поставено е началото на мистерията за Желязната маска със смъртта на един затворник в Бастилията, чието име и престой в тъмницата са пазени в строга тайна.
- 1809 г. – В битката при Оканя французите побеждават испанците.
- 1816 г. – Открит е Варшавският университет.
- 1824 г. – В най-голямото наводнение в историята на Санкт Петербург загиват около 10 000 души.
- 1826 г. – Образувани са Военноморските сили на Боливия.
- 1831 г. – Велика Колумбия окончателно се разпада на Нова Гранада, Венецуела и Еквадор.
- 1858 г. – Основан е град Холистър, САЩ
- 1863 г. – Президентът на САЩ Ейбръхам Линкълн изнася известното си Гетисбъргско обръщение.
- 1885 г. – Сръбско-българска война: Състои се Боят при Гургулят.
- 1889 г. – Създаден е Гербът на Бразилия.
- 1893 г. – IV велико народно събрание учредява Министерство на обществените сгради, пътищата и съобщенията.
- 1905 г. – В Берлин е открита първата обществена автобусна линия.
- 1919 г. – Зайон получава статут на национален парк.
- 1922 г. – В Царство България се провежда референдум за започване на съдебен процес срещу министрите от кабинетите на Иван Гешов (1911-1913), Стоян Данев (1913) и Александър Малинов (1918).
- 1924 г. – Египет става конституционна монархия.
- 1942 г. – Втора световна война: Битка при Сталинград: Силите на Съветския съюз, командвани от генерал Георгий Жуков, преминават в контранастъпление, като обръщат хода на битката в полза на Съветския съюз.
- 1945 г. – Във Франция Шарл дьо Гол е преизбран за президент на републиката.
- 1946 г. – ООН: Афганистан, Исландия и Швеция се присъединяват към Организацията на обединените нации.
- 1946 г. – ООН: Генералната асамблея на ООН приема резолюция против преследванията на расова и религиозна основа.
- 1969 г. – Аполо 12 каца на Луната, а Чарлс Конрад и Алън Бийн стават третия и четвъртия човек стъпили на лунната повърхност.
- 1969 г. – Бразилският футболист Пеле вкарва своя гол № 1000 на стадион Маракана от дузпа срещу Вашку да Гама.
- 1977 г. – Египетският президент Ануар Садат става първият арабски държавен глава, направил официално посещение в Израел.
- 1979 г. – От Ленинград за Москва поема първия си курс високоскоростният влак Р-200.
- 1980 г. – Полет 015 на „Кориън Еър Лайнс“ се запалва след приземяване по „корем“ в Сеул в края на полет от Лос Анджелис. Въпреки че 209 от 226-те души на борда успяват да се евакуират, 9 пътници и 6 членове на екипажа са убити.
- 1985 г. – Студената война: В Женева е осъществена, за първи път, среща между президента на САЩ Роналд Рейгън и генералния секретар на ЦК на КПСС Михаил Горбачов.
- 1990 г. – 22 държави от НАТО и Варшавския договор подписват в Париж Договор за ограничаване на конвенционалните оръжия в Европа.
- 1995 г. – На президентските избори в Полша Александър Квашневски побеждава действащия тогава президент Лех Валенса.
- 1996 г. – Испанският певец Хулио Иглесиас пуска на пазара новият си албум Tango.
- 1999 г. – Китай успешно изстрелва своя първи експериментален космически кораб, Шънджоу 1.
- 1999 г. – Джон Карпентър става първият играч в историята на Стани богат, който печели голямата награда. Това се случва в Съединените щати.
- 2003 г. – официално е открит португалският футболен стадион Ещадио Д-р Магаляеш Песоа.
- 2020 г. – PlayStation 5 е пуснат в продажба.
- 2022 г. – Въоръжен мъж убива петима и ранява други 17 в Клуб Q, гей нощен клуб, в Колорадо Спрингс, Колорадо.
- 2023 г. – На втори тур Хавиер Милей печели президентските избори в Аржентина .
- 2023 г. – Финалът на Световното първенство по крикет между Индия и Австралия се провежда на Нарендра Моди Стейдиъм в Ахмедабад, Индия. Австралия побеждава с 6 уикета.

## Родени
- 1235 г. – Хайнрих XIII, баварски херцог († 1290 г.)
- 1600 г. – Чарлз I, крал на Англия и Шотландия († 1649 г.)
- 1711 г. – Михаил Ломоносов, руски учен († 1765 г.)
- 1770 г. – Бертел Торвалдсен, датски скулптор († 1844 г.)
- 1770 г. – Иван Крузенщерн, руски мореплавател († 1846 г.)
- 1799 г. – Рене Огюст Кайе, френски пътешественик († 1838 г.)
- 1831 г. – Джеймс Гарфийлд, 20-и президент на САЩ († 1881 г.)
- 1833 г. – Вилхелм Дилтай, немски философ († 1911 г.)
- 1839 г. – Емил Шкода, чешки предприемач († 1900 г.)
- 1843 г. – Одоардо Бекари, италиански пътешественик († 1920 г.)
- 1843 г. – Рихард Авенариус, немски философ († 1896 г.)
- 1875 г. – Михаил Калинин, руски, съветски болшевишки политик и революционер († 1946 г.)
- 1886 г. – Фернан Кромелинк, белгийски драматург († 1970 г.)
- 1888 г. – Хосе Раул Капабланка, кубински шахматист († 1942 г.)
- 1889 г. – Димитър Шишманов, български писател († 1945 г.)
- 1889 г. – Клифтън Уеб, американски актьор († 1966 г.)
- 1905 г. – Томи Дорси, джазов музикант († 1956 г.)
- 1909 г. – Питър Дракър, американски икономист († 2005 г.)
- 1912 г. – Джеордже Емил Паладе, американски биолог, Нобелов лауреат през 1974 г. († 2008 г.)
- 1917 г. – Атанас Малеев, български лекар († 2001 г.)
- 1917 г. – Индира Ганди, министър-председател на Индия († 1984 г.)
- 1925 г. – Зигмунд Бауман, полски социолог († 1998 г.)
- 1925 г. – Костадин Кюлюмов, български писател († 1998 г.)
- 1926 г. – Люба Алексиева, българска актриса († 2015 г.)
- 1933 г. – Лари Кинг, американски журналист († 2021 г.)
- 1936 г. – Любиша Самарджич, сръбски актьор († 2017 г.)
- 1936 г. – Надежда Хвойнева, българска певица († 2000 г.)
- 1936 г. – Волфганг Йешке, немски писател († 2015 г.)
- 1937 г. – Аиде Тамара Бунке Бидер, латиноамериканска революционерка († 1967 г.)
- 1938 г. – Тед Търнър, американски медиен магнат
- 1940 г. – Катя Костова, българска художничка († 2008 г.)
- 1941 г. – Иванка Христова, българска лекоатлетка († 2022 г.)
- 1941 г. – Наталия Бардская, българска актриса
- 1942 г. – Келвин Клайн, американски дизайнер
- 1947 г. – Дитка Хаберл, словенска певица
- 1953 г. – Олимпи Кътев, български политик
- 1953 г. – Робърт Белтран, американски актьор
- 1954 г. – Иван Андреев, български актьор
- 1957 г. – Офра Хаза, израелска певица († 2000 г.)
- 1958 г. – Антонио Муньос Валкарсел, испански мореплавател
- 1960 г. – Мат Соръм, американски барабанист
- 1960 г. – Ян Конефке, немски писател
- 1961 г. – Мег Райън, американска актриса
- 1962 г. – Джоди Фостър, американска актриса
- 1964 г. – Любен Дилов, български политик
- 1965 г. – Лоран Блан, френски футболист
- 1969 г. – Филип Адамс, белгийски състезател от Формула 1
- 1972 г. – Васил Кръстев, български футболист
- 1975 г. – Бастиан Райнхарт, немски футболист
- 1982 г. – Муса Койта, френски футболист
- 1984 г. – Димитър Живков, български актьор
- 1987 г. – Силвия Солер Еспиноса, испанска тенисистка
- 1987 г. – Тара Уайт, чешка порнографска актриса и телевизионен водещ
- 1990 г. – Николай Банков, български футболист
- 1991 г. – Августина-Калина Петкова, българска актриса
- 1993 г. – Сусо, испански футболист
- 1998 г. – Джоуи Верман, нидерландски футболист

## Починали
- 498 г. – Анастасий II, римски папа (* ? г.)
- 1034 г. – Дитрих I, граф на Ветин (* 990 г.)
- 1492 г. – Джами, персийски поет и суфийски теоретик (* 1414 г.)
- 1557 г. – Бона Сфорца, полска кралица (* 1494 г.)
- 1665 г. – Никола Пусен, френски художник (* 1594 г.)
- 1672 г. – Джон Уилкинс, английски духовник и учен (* 1614 г.)
- 1789 г. – Мария-Анна Австрийска, австрийска ерцхерцогиня (* 1738 г.)
- 1825 г. – Александър I, руски император (* 1777 г.)
- 1828 г. – Франц Шуберт, австрийски композитор (* 1797 г.)
- 1835 г. – Пьотър Пахтусов, руски мореплавател (* 1800 г.)
- 1846 г. – Мария Михайловна, велика руска княгиня (* 1825 г.)
- 1906 г. – Димитър Далипов, гръцки андартски капитан (* ? г.)
- 1906 г. – Павел Киров, гръцки андартски капитан (* ? г.)
- 1912 г. – Христо Ганчев, български актьор (* 1877 г.)
- 1924 г. – Томас Харпър Инс, американски режисьор (* 1882 г.)
- 1938 г. – Лев Шестов, руски философ (* 1866 г.)
- 1949 г. – Джеймс Енсор, белгийски художник (* 1860 г.)
- 1967 г. – Владимир Башев, български поет (* 1935 г.)
- 1967 г. – Жуау Гимарайс Роза, бразилски писател (* 1908 г.)
- 1970 г. – Андрей Ерьоменко, съветски маршал (* 1892 г.)
- 1990 г. – Йенс Герлах, немски поет и белетрист (* 1926 г.)
- 1993 г. – Кенет Бърк, американски езиковед (* 1897 г.)
- 1993 г. – Леонид Гайдай, съветски кинорежисьор (* 1923 г.)
- 1996 г. – Пламен Вагенщайн, български кинооператор (* 1945 г.)
- 1998 г. – Луи Дюмон, френски антрополог (* 1911 г.)
- 2002 г. – Ростислав Каишев, български физикохимик (* 1908 г.)
- 2004 г. – Джон Вейн, британски фармаколог, Нобелов лауреат през 1982 г. (* 1927 г.)
- 2005 г. – Артин Артинян, американски филолог (* 1907 г.)
- 2011 г. – Джон Невил, английски актьор (* 1925 г.)
- 2012 г. – Борис Стругацки, руски писател (* 1933 г.)
- 2013 г. – Фредерик Сангър, британски биохимик, двукратен Нобелов лауреат през 1958 и 1980 г. (* 1918 г.)
- 2014 г. – Майк Никълс, американски режисьор (* 1931 г.)

## Празници
- Световен ден на тоалетната
- Международен ден на мъжа
- Белиз – Празник на етническата общност Гарифуна
- България – Празник на Сухопътните Войски от Българската Армия
- Индия, Тринидад и Тобаго – Международен ден на мъжете
- Мали – Ден на свободата
- Монако – Празник на принца (национален празник)
- Пуерто Рико – Ден на откриването на Пуерто Рико (1493 г.)